# مابانتسولا (فلم)
مابانتسولا (بالإنجليزية: Mapantsula) هُو فيلم جريمة جنوب أفريقي صدر سنة 1988 وأخرجه أوليفر شميتز كما شارك في كتابته إلى جانب توماس موغوتلان. يروي الفيلم قصة يوهانس ثيمبا ميزولو (توماس موغوتلان)، وهُو لص صغير. استُخدمت في الفيلم استرجاعات فنية للانتقال بين فترة الذعر مُمثلة في السجان ستاندر (مارسيل فان هيردين) والأحداث في بلدة سويتو في جوهانسبرغ، كما يتناول الفيلم أيضا المظالم التي عانى منها السود في جنوب إفريقيا أثناء الفصل العنصري وكفاحهم من أجل حق التصويت، ووُظفت أمثلة التجمعات السياسية، ووحشية الشرطة، والاختلافات العرقية كأمثلة لعرض مُعاناة السود في جنوب إفريقيا خلال حقبة الفصل العنصري. عُرض الفيلم في قسم جائزة نظرة ما في مهرجان كان السينمائي 1988، واختير لاحقا ليكون الترشيح الرسمي لجنوب أفريقيا بخصوص جائزة الأوسكار لأفضل فيلم بلغة أجنبية في حفل توزيع جوائز الأوسكار الثاني والستين، ولكن لم يُرشح للقائمة النهائية للجائزة.

## العنوان
وفقًا لاقتباس قصير قبل الفيلم، فإن عُنوان الفيلم «مابانتسولا» هو مُصطلح يُستخدم لوصف «عصابات الشوارع في جنوب إفريقيا التي يتم التعرف عليها من خلال أسلوب ملابسهم وموسيقاهم».

## طاقم التمثيل
- توماس موغوتلان في دور بانيك.
- مارسيل فان هيردين في دور ستاندر.
- ثيمبي متشالي في دور بات.
- ليليان دوب في دور سانغوما.
- دوللي راثيبي في دور ما موبيز.
- بيتر سيفوما في دور دوما.
- دارلينغتون مايكلز في دور دينغان.
- يوجين ماجولا في دور سام.
- غابرييل ديشوابي في دور قائد المُظاهرة.
- براد موريس في دور شرطي مكافحة الشغب.
- بولايت دلاميني في دور سجين.
- دوما نيمبي في دور سجين آخر.
- جيري موكغوكو في دور شرطي.
- سيميلو مخمبي في دور القائم بأعمال الرقيب.
- بويتيميلو ديجوي في دور الرقيب.
- آرثر موليبو في دور حارس السجن.

## روابط خارجية
مقالات تستعمل روابط فنية بلا صلة مع ويكي بيانات